# Хлораста киселина
Хлораста киселина је светложута, слаба неорганска киселина. Позната је једино у воденом раствору. Њена молекулска формула је . Настаје у реакцији хлор(III) оксида са водом и има јаке оксидационе особине.
Њена молекулска маса је приближно 68,5 u